# Tea Tairović
Tea Tairović (in serbo Tea Таировић?; Novi Sad, 26 aprile 1996) è una cantante serba.

## Biografia
Tairović si è fatta conoscere nel 2015 partecipando al talent show Zvezde Granda, dove ha eseguito cover di brani di diversi artisti, tra cui Severina Vučković, Tijana Dapčević, Jelena Karleuša e Nina Badrić. Nonostante non abbia raggiunto la finale del programma, l'etichetta discografia Grand Production le ha permesso di registrare il brano Karakterna osobina.
Dopo una serie di singoli e collaborazioni, è riuscita a guadagnare popolarità a livello commerciale solo a partire dagli anni venti: con il lancio della Croatia Songs avvenuto a febbraio 2022, la cantante ha piazzato Hajde e Na jednu noć, due singoli usciti nel corso dell'anno precedente, all'interno della neonata graduatoria di Billboard. Il 2 maggio 2022 è stato pubblicato il suo album in studio d'esordio, intitolato Balkanija, che ha prodotto due ingressi, di cui uno in top ten, nella sopraccitata classifica.
Balerina, il suo secondo LP e quello più popolare, è stato messo in commercio nel maggio 2023 e ha esordito nella Ö3 Austria Top 40 e nella Schweizer Hitparade, rispettivamente in 17ª e 79ª posizione. Inoltre, quattro brani tratto dal disco sono entrati nella Croatia Songs, tra cui l'omonima traccia (in collaborazione con Voyage) al 2º posto; l'album-track ha dunque segnato il miglior posizionamento dell'artista nella suddetta hit parade. Per la promozione del progetto discografico, Tairović ha tenuto un concerto presso lo stadio Tašmajdan, a Belgrado; nell'occasione la cantante si è esibita a fianco di Sanja Vučić e Galena.

## Discografia

### Album in studio
- 2022 – Balkanija
- 2023 – Balerina
- 2024 – Tea
- 2025 – Aska

### Singoli
- 2017 – Nevolja
- 2017 – Otkad tebe znam (feat. Šaban Šaulić)
- 2017 – Drama (con Menil Velioski)
- 2017 – I u dobru i u zlu
- 2019 – Polako
- 2019 – Mala (con Tozla)
- 2019 – Dolce i Gabbana
- 2020 – Svetica
- 2021 – Hajde
- 2021 – Igračica
- 2021 – Na jednu noc
- 2023 – Brat na brata (con Ivana Krunić)
- 2023 – Abracadabra (con Galena)
- 2023 – 100%
- 2023 – Balerina RMX
- 2024 – Tea
- 2024 – Katastrofa (con Azis)
- 2024 – More bez brodova

## Tournée
- 2022 – Balkanija tour
- 2023/24 – Na jednu noć tour
- 2024/25 – Neka Gori Balkan Tour
- 2025 – Aska tour